# Rock Band 3
Rock Band 3 est un jeu vidéo développé par Harmonix et MTV Games sorti le 29 octobre 2010. Il est le sixième épisode de la série Rock Band et il est sorti sur Xbox 360, PlayStation 3, Wii et Nintendo DS. Il est jouable avec la guitare, la basse, la batterie, le clavier (nouvel instrument) et de 1 à 3 micros.

## Nouveautés
Rock Band 3 introduit dans la série principale les harmonies vocales à 3 chanteurs apparus précédemment dans The Beatles: Rock Band et Green Day: Rock Band. Un nouvel instrument fait également son apparition, à savoir le clavier. Ces 2 nouveautés permettant de jouer jusqu'à 7 personnes.
Un nouveau mode pro (décliné comme le mode standard en facile, normal, difficile et expert) apparait pour la guitare, la basse, le clavier et la batterie.

### Mode pro guitare & basse
Pour en bénéficier, il faut se munir d'une des 2 nouvelles guitares contrôleur : 
- Une réplique à taille réduite et en plastique (tout comme les autres guitares des jeux musicaux) de la Fender Mustang fabriquée par Mad Catz qui dispose de 102 touches (6 lignes de 17 cases) sur le manche et de 6 cordes à gratter sur le corps.
- Une véritable guitare Fender Squier de 21 cases pouvant être branché sur un ampli mais modifiée pour pouvoir servir au mode pro de Rock Band 3

### Mode pro Batterie
Pour en bénéficier, il faut avoir 3 cymbales sur sa batterie. Cela n'est pas possible avec la batterie Rock Band 1 ou les batteries de la série Guitar Hero. Par contre, la batterie Rock Band 2' et The Beatles: Rock Band peuvent accueillir un pack de trois cymbales grâce aux prises situées à l'arrière. À l'occasion de la sortie de Rock Band 3, un kit batterie complet sort dans le commerce incluant le kit cymbales.
En mode pro, les cymbales sont représentées par des demi cercles en lieu et places des rectangles. Néanmoins, les notes des cymbales sont situées aux mêmes emplacements que les notes jaunes, bleus et vertes.
Il est à noter que la presque totalité des chansons du catalogues Rock Band est compatible avec le mode pro Batterie.

### Mode pro Clavier
Alors qu'en mode standard, seules cinq notes sont utilisées (mais les couleurs sont situées sur des groupes de touches sur le clavier), le mode pro utilise la totalité des 25 touches (comprenant aussi bien des notes blanches que noires) du clavier commercialisé à l'occasion du jeu. Il est également possible d'utiliser un véritable Clavier Midi à l'aide d'un adaptateur midi vers USB spécifique à la console utilisée (car il y a dessus le bouton home spécifique à la console ainsi que la croix directionnelle et les boutons pour naviguer dans les menus)
À l'écran, les notes défilent de manière classique, si ce n'est qu'on voit 10 notes à l'écran. La partition passe au besoin vers la droite ou la gauche pour atteindre les notes situées aux extrémités.

### Bibliothèque musicale
Pour permettre de gérer facilement la bibliothèque musicale pouvant contenir plusieurs centaines de morceaux, Rock Band 3 met à disposition du joueur un ensemble de filtres pour n’en afficher qu’une partie. Voici la liste des filtres disponibles :
- Genre musical
- Décennie
- Partition ou non de clavier
- Support ou non du mode Pro guitare/basse
- Nombre de parties vocales
- Source des chansons (Rock Band, Rock Band 2, Rock Band 3, Lego Rock Band, Green Day Rock Band, DLC, Rock Band Network)
- Difficulté
- Durée des chansons
- Appréciation personnelle (grâce aux notes d'appréciation qu'on a la possibilité de donner à chaque titre)

En plus de ces filtres, on peut, tout comme dans Rock Band 2 trier selon différents critères.

### Mode carrière
La carrière de son groupe est maintenant gérée dans l'ensemble des modes de jeu, que ce soit les innombrables défis, les mini tournées ou même en jouant juste une chanson de son choix.

### Système de score
Le nouveau système de score, incompatible avec celui de Rock Band 2, enregistre désormais les scores individuels même quand on joue en groupe.

### Wii
Sur Wii, on peut désormais importer les chansons de Rock Band 2 et Green Day. Le Rock Band Network est disponible, et on peut télécharger les chansons par pack.

## Chansons jouables
Voici la liste des 83 chansons jouables.

### Années 1960
- Beach Boys - Good Vibrations (Live)
- David Bowie - Space Oddity
- The Doors - Break on Through (To the Other Side)
- James Brown - I Got You (I Feel Good - Alternate Studio Version)
- The Jimi Hendrix Experience - Crosstown Traffic
- The Who - I Can See for Miles

### Années 1970
- The B-52's - Rock Lobster
- Blondie - Heart of Glass
- Bob Marley - Get Up, Stand Up
- Chicago - 25 or 6 to 4
- Deep Purple - Smoke on the Water
- Doobie Brothers - China Grove
- Elton John - Saturday Night's Alright for Fighting
- Foreigner - Cold As Ice
- Golden Earring - Radar Love
- John Lennon - Imagine
- Lynyrd Skynyrd - Free Bird
- Queen - Bohemian Rhapsody
- Ramones - I Wanna Be Sedated
- Steve Miller Band - Fly Like an Eagle
- T. Rex - 20th Century Boy
- Tom Petty and the Heartbreakers - I Need to Know
- War - Low Rider
- Warren Zevon - Werewolves of London
- Yes - Roundabout

### Années 1980
- Anthrax - Caught in a Mosh
- Big Country - In a Big Country
- The Cure - Just Like Heaven
- Def Leppard - Foolin'
- Devo - Whip It
- Dio - Rainbow in the Dark
- Dire Straits - Walk of Life
- Echo & the Bunnymen - The Killing Moon
- Huey Lewis and the News - The Power of Love
- INXS - Need You Tonight
- J. Geils Band - Centerfold
- Joan Jett - I Love Rock 'n' Roll
- Night Ranger - Sister Christian
- Ozzy Osbourne - Crazy Train
- The Police - Don't Stand So Close to Me
- Roxette - The Look
- The Smiths - Stop Me if You Think You've Heard This One Before
- Tears for Fears - Everbody Wants to Rule the World
- Whitesnake - Here I Go Again

### Années 1990
- Faith No More - Midlife Crisis
- Filter - Hey Man, Nice Shot
- Jane's Addiction - Been Caught Stealing
- Maná - Oye Mi Amor
- Marilyn Manson - The Beautiful People
- The Muffs - Outer Space
- Phish - Llama
- Primus - Jerry Was a Racecar Driver
- Rammstein - Du hast
- Smash Mouth - Walkin' On The Sun
- Spacehog - In the Meantime
- Stone Temple Pilots - Plush
- Swingin' Utters - This Bastard's Life

### Années 2000
- Amy Winehouse - Rehab
- At the Drive-In - One Armed Scissor
- Avenged Sevenfold - Beast and the Harlot
- Dover - King George
- The Bronx - False Alarm
- The Flaming Lips - Yoshimi Battles the Pink Robots Pt. 1
- HIM (His Infernal Majesty) - Killing Loneliness
- Hypernove - Viva La Resistance
- Ida Maria - Oh My God
- Juanes - Me Enamora
- Metric - Combat Baby
- Paramore - Misery Business
- Phoenix - Lasso
- Poni Hoax - Antibodies
- Pretty Girls Make Graves - Something Bigger, Something Brighter
- Queens of the Stone Age - No One Knows
- The Raveonettes - Last Dance
- Rilo Kiley - Portions for Foxes
- Riverboat Gamblers - Don't Bury Me...I'm Still Not Dead
- Slipknot - Before I Forget
- The Sounds - Living in America
- Tegan and Sara - The Con
- Them Crooked Vultures - Dead End Friends
- Tokio Hotel - Humanoid
- The Vines - Get Free
- The White Stripes - The Hardest Button to Button